# Fashion (David Bowie)
Fashion è un brano musicale di David Bowie contenuto nell'album Scary Monsters (and Super Creeps) del 1980 e pubblicato come secondo singolo estratto dall'album nello stesso anno.

## Il brano

### Musica e testo
Secondo il produttore Tony Visconti, Fashion fu l'ultima canzone ad essere completata durante le sessioni in studio per Scary Monsters, prendendo forma da un riff simil reggae intitolato Jamaica. La pulsante linea di basso del brano e parte della melodia traevano ispirazione dal successo del 1975 di Bowie intitolato Golden Years. Il chitarrista Robert Fripp contribuì alla canzone con una serie di freddi riff meccanici che facevano da contraltare all'arrangiamento funk/reggae del brano approntato dalla band. Da segnalarsi anche il cantato freddo e volutamente distaccato di Bowie, e l'utilizzo ricorrente dell'onomatopea "beep beep" che Bowie aveva già impiegato in un suo brano inedito del 1970 dal titolo Rupert the Riley.
Il significato della canzone è un'ironica messa in ridicolo della "schiavitù" della mode di qualsiasi tipo, sia essa musicale, nel vestire, politica, ecc... una sorta di critica al conformismo dilagante nei primi anni ottanta che porterà all'edonismo tipico di quel decennio. Le apparentemente contraddittorie frasi tipiche del ritornello che recitano: «Turn to the Left, Turn to the Right» ("gira a sinistra, gira a destra") e: «Listen to Me, Don't Listen to Me» ("ascoltami, non mi ascoltare"), riflettono le mutevoli fortune del Bowie "metro di pensiero" ed "arbiter elegantiae" (arbitro d'eleganza) durante il decennio passato.

### Video
David Mallet girò il video musicale per la versione su singolo di Fashion in un famoso night club di proprietà del suo amico Robert Boykin, l'"Hurrah" di New York. La prima inquadratura del video si apre con David Bowie sul palco dell'"Hurrah". Altre location utilizzate per il video furono varie zone di Manhattan. Una delle scene mostra Bowie mentre si esibisce davanti ad un pubblico robotizzato senza emozioni che reagisce meccanicamente ad ogni sua mossa. I lettori del Record Mirror votarono il video di Ashes to Ashes (il precedente singolo di Bowie) e di Fashion, come migliori video musicali del 1980.
Il video vede la partecipazione di Carlos Alomar, G.E. Smith (Hall & Oates), May Pang (l'amante di John Lennon nel periodo 1973–1975 ed in seguito moglie di Tony Visconti) e Alan Hunter, uno dei primi VJ di MTV.

### Pubblicazione
Fashion fu il secondo singolo estratto da Scary Monsters ed il primo ad essere pubblicato dopo l'uscita dell'album nel settembre 1980. Il singolo raggiunse la posizione numero 5 in classifica in Gran Bretagna, e la numero 70 in America. Il design della cover del singolo UK venne poi riadattato per la copertina della raccolta Best of Bowie del 1980.

## Tracce singolo
RCA-BOW 7
1. Fashion (Bowie) – 3:23
2. Scream Like a Baby (Bowie) – 3:35

- La versione giapponese del singolo ha la canzone It's No Game (No. 1) come B-side.

## Formazione
Musicisti
- David Bowie: voce, tastiera
- Robert Fripp: chitarra elettrica
- George Murray: basso
- Dennis Davis: batteria
- Andy Clark: sintetizzatore

Produzione
- Tony Visconti
- David Bowie

## Cover
- Frank Black - Registrazione dal vivo con Bowie nel gennaio 1997 alla festa per il 50º compleanno del cantante
- The Dandy Warhols - Campionamento in I Am a Scientist sull'album Welcome to the Monkey House
- Die Lady Di - Ashes to Ashes: A Tribute to David Bowie (1998)
- Glamma Kid - Pubblicata su singolo come Fashion '98 (1998)
- High Blue Star - .2 Contamination: A Tribute to David Bowie (2006)
- Botox - BowieMania: Mania, une collection obsessionelle de Beatrice Ardisson (2007)
- The Sunburst Band - Moving with the Shakers (2008)
- Afghan Raiders - We Were So Turned On: A Tribute to David Bowie (2010)
- Grum - Sul loro album di debutto Heartbeats (2010)
- Glee - Come video promozionale di Fashion's Night Out di Vogue
- Pivio – Lodging a Scary Low Hero (2017)

## Curiosità
- La canzone è stata inclusa nella colonna sonora del film Ragazze a Beverly Hills del 1995.